# SmoothVideo Project

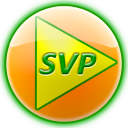

SmoothVideo Project (SVP) — програмна система відтворення анімації та однойменний проект, що дозволяє на основі звичайного відео отримати відео з підвищеною частотою кадрів (технологія High Frame Rate).
Програма генерує відео з високою динамічною чіткістю шляхом додаванням нових кадрів, що динамічно розраховуються на основі наявних і містять проміжні положення об'єктів, що рухаються.
За наявності апаратної підтримки розрахунки зі створення нових кадрів можуть виконуватись на відеокарті.
Використання SVP можливо в більшості популярних операційних систем (GNU Linux, Mac OS X, MS Windows) в програвачах відео, які здатні отримувати відеопотік через комунікаційні засоби операційної системи (наприклад, сокети).
Проект започаткований в 2009 році.